# 中華人民共和國第十一屆全運會武術散打比賽
中華人民共和國第十一屆全運會的散打比賽在2009年10月14日至10月17日於菏泽市演武楼舉行，賽事分為7個小項，各小項的決賽會於賽事最後一天進行，合共頒發7面金牌。所有運動員均要通過預賽取得參與十一運會的資格。

## 預賽
本屆全運會的散打項目的男、女子預賽分別在5月11日在洛陽舉行，以及於5月8日至5月10日在吉林長春市舉行。在男子預賽方面，每個小項能晉身半準決賽的運動員均可取得十一運會的參賽資格。至於女子方面，由於本屆全運會只設一項女子小項，故在預賽中52公斤级、60公斤级與70公斤级中同省市的運動員所取得的成績會相加，總成績首12位的省市可取得參賽資格。

## 獎牌分佈

### 男子
| 項目           | 金牌 | 银牌 | 铜牌 |
| 50公斤級       |      |      |      |
| 58公斤級       |      |      |      |
| 67.5公斤級以上 |      |      |      |
| 77.5公斤級     |      |      |      |
| 87.5公斤級     |      |      |      |
| 87.5公斤級以上 |      |      |      |

### 女子
| 項目   | 金牌 | 银牌 | 铜牌 |
| 小團體 |      |      |      |

## 資料來源
1. ↑  .   [2009-07-19]. （原始内容存档于2009-07-20）.
2. ↑  第十一届全运会女子散打预赛将于5月在长春开战
3. ↑  角力十一運陝西男子散打喜憂參半 四名人晉級決賽[永久]
4. ↑  第十一届全运会女子散打预赛将于5月在长春开战